# Liste der Kulturdenkmale in Zettlitz
In der Liste der Kulturdenkmale in Zettlitz sind die Kulturdenkmale der sächsischen Gemeinde Zettlitz verzeichnet, die bis April 2024 vom Landesamt für Denkmalpflege Sachsen erfasst wurden (ohne archäologische Kulturdenkmale). Die Anmerkungen sind zu beachten.
Diese Aufzählung ist eine Teilmenge der Liste der Kulturdenkmale im Landkreis Mittelsachsen.

## Zettlitz
| Bild                                    | Bezeichnung | Lage                                         | Datierung | Beschreibung | ID       |
| --------------------------------------- | --- | -------------------------------------------- | --- | --- | -------- |
| Direkt Bild zu diesem Denkmal hochladen | Stützmauer und Treppe | An der Kirche (unterhalb der Kirche) (Karte) | 19. Jahrhundert                                                                                                  | Ortsbildprägend von Bedeutung, Bruchsteinmauer aus Porphyr und Schiefer | 08955537 |
| Direkt Bild zu diesem Denkmal hochladen | Pfarrhaus (Nr. 3) und Seitengebäude (Nr. 2) sowie straßenbegleitende Stützmauer eines Pfarrhofes                                            | An der Kirche 2, 3 (Karte)                   | Um 1850 | Wohnhaus massiv mit Krüppelwalmdach, Seitengebäude Obergeschoss Fachwerk, bau- und ortsgeschichtlich von Bedeutung. - Wohnhaus: Massiv, Putzfassade mit Eckquaderung, Gurtgesims und Gewände aus Porphyr, mehrfach profilierter Türsturz mit Inschrift und Originaltür, Krüppelwalmdach, Palladiomotiv im Giebel, noch einige fünfzehnteilige Fenster erhalten. Inschrift: „Der Herr segne Deinen Ausgang und Deinen Eingang! Meine Seele ist des Herrn und mein Amt im Namen Gottes. Jer. 49, 4.“, teilsaniert. - Nebengebäude: Erdgeschoss Bruchsteinmauerwerk mit Porphyrgewänden, Obergeschoss und Giebel Fachwerk, Krüppelwalmdach, saniert | 08955536 |
| Weitere Bilder                          | Dorfkirche und Kirchhof Zettlitz (Sachgesamtheit)                                                                                           | An der Kirche 5 (Karte)                      | 19. Jahrhundert                                                                                                  | Sachgesamtheit Dorfkirche und Kirchhof Zettlitz mit folgenden Einzeldenkmalen: Kirche mit Ausstattung und Denkmal für die Gefallenen des Ersten Weltkrieges (08955535) sowie Kirchhof mit Einfriedung als Sachgesamtheitsteile; bau- und ortsgeschichtlich von Bedeutung, Kirchhof mit Schieferbruchsteinmauer | 09299958 |
| Direkt Bild zu diesem Denkmal hochladen | Kirche mit Ausstattung und Einfriedung sowie Denkmal für die Gefallenen des Ersten Weltkrieges (Einzeldenkmale der Sachgesamtheit 09299958) | An der Kirche 5 (Karte)                      | 1848 unter Verwendung älterer Teile (Kirche); 1510/1515 (Schnitzaltar); 1901 (Orgel); nach 1918 (Kriegerdenkmal) | Einzeldenkmale der Sachgesamtheit Dorfkirche und Kirchhof; bau- und ortsgeschichtlich von Bedeutung. - Saalkirche: mit hohen Rundbogenfenstern, Eingangsrisalit mit drei Rundbogenstellungen im Osten, angedeutete Kapitelle, verkröpftes Kranzgesims, quadratischer Westturm (die unteren drei Geschosse noch spätgotisch) mit Haube und Laterne - Innen: flachgedeckt, doppelte Emporen, Kanzelaltar, Schnitzaltar Ende 15. Jahrhundert: Maria im Strahlenkranz zwischen Johannes dem Evangelisten und Nikolaus (?), in den Flügeln weitere Heilige, Rückseite (gemalt): Anbetung der Könige - Kriegerdenkmal: Porphyr, eisernes Kreuz und Inschrift, Volutenbekrönung | 08955535 |
| Direkt Bild zu diesem Denkmal hochladen | Wohnhaus | Arnsdorfer Straße 4 (Karte)                  | Um 1855 | Obergeschoss Fachwerk verkleidet, Bestandteil eines Doppelwohnhauses, baugeschichtlich von Bedeutung. Traufständig, Porphyrgewände, Krüppelwalmdach. | 08955528 |
| Direkt Bild zu diesem Denkmal hochladen | Wohnhaus | Arnsdorfer Straße 6 (Karte)                  | Bezeichnet mit 1855 am Türsturz                                                                                  | Obergeschoss Fachwerk verkleidet, Bestandteil eines Doppelwohnhauses, baugeschichtlich von Bedeutung. Traufständig, Porphyrgewände, Krüppelwalmdach. | 08955527 |
| Direkt Bild zu diesem Denkmal hochladen | Wohnhaus | Arnsdorfer Straße 8 (Karte)                  | Um 1855 | Obergeschoss Fachwerk verputzt, Bestandteil eines Doppelwohnhauses, baugeschichtlich von Bedeutung. Traufständig, Porphyrgewände, profilierter Türsturz, Krüppelwalmdach. | 08955526 |
| Direkt Bild zu diesem Denkmal hochladen | Wohnhaus | Arnsdorfer Straße 10 (Karte)                 | Um 1855 | Obergeschoss Fachwerk, Bestandteil eines Doppelwohnhauses, baugeschichtlich von Bedeutung. Traufständig, Porphyrgewände, Krüppelwalmdach. | 08955525 |
| Direkt Bild zu diesem Denkmal hochladen | Wohnhaus | Arnsdorfer Straße 12 (Karte)                 | Bezeichnet mit 1855 am Türstock                                                                                  | Obergeschoss Fachwerk, baugeschichtlich von Bedeutung. Traufständig, Porphyrgewände, Krüppelwalmdach. | 08955524 |
| Direkt Bild zu diesem Denkmal hochladen | Östliches Seitengebäude, südliches Seitengebäude mit Kumthalle und westliche Scheune eines Vierseithofes                                    | Arnsdorfer Straße 15 (Karte)                 | Um 1855 | Alle Gebäude in Fachwerkkonstruktion, stattlicher Bauernhof von bau-, sozial- und wirtschaftsgeschichtlicher Bedeutung. - Scheune: Fachwerk mit Drempel, Krüppelwalmdach, Dachhecht - Stallscheune: zum Teil Erdgeschoss Fachwerk, dreijochige Kumthalle auf Porphyrsäulen, Obergeschoss Fachwerk, Dachhäuschen, baufällig - Seitengebäude: Porphyrgewände, profilierter Türsturz, Obergeschoss Fachwerk, Lastenaufzug, Giebel verkleidet Stand bis 2007 irrtümlich unter Gemarkung Zettlitz, Flurstück 11. | 08955531 |
| Direkt Bild zu diesem Denkmal hochladen | Wohnstallhaus, Seitengebäude und Scheune eines kleinen Dreiseithofes                                                                        | Ceesewitzer Straße 6 (Karte)                 | Um 1800 | Ehemalige Schmiede, alle Gebäude in Fachwerkkonstruktion, weitgehend authentisch erhaltene Hofanlage, bau-, sozial- und wirtschaftsgeschichtlich von Bedeutung, alle Gebäude mit Krüppelwalmdach. - Wohnstallhaus: Porphyrgewände, Stichbogenportal mit Schlussstein, Obergeschoss Fachwerk - Scheune: Fachwerk, Seitengebäude: Erdgeschoss massiv, Obergeschoss Fachwerk | 08955532 |
| Direkt Bild zu diesem Denkmal hochladen | Östliches Seitengebäude sowie südliche und südöstliche Scheune eines Vierseithofes, dazu Hofpflasterung                                     | Zettlitzer Dorfstraße 15, 17 (Karte)         | Um 1780 (südöstliche Scheune); um 1850 (Seitengebäude und südliche Scheune)                                      | Traditionelle Fachwerkgebäude von bau- und sozialgeschichtlichem Wert. - Scheune: Fachwerk mit böhmisch verbretterten Toren, Giebel verschiefert, Krüppelwalmdach mit Dachhecht und drei Dachgaupen, in den Fenstern die Symbole für Glaube, Liebe und Hoffnung - kleine Scheune: Fachwerk mit Drempel, Giebel Schiefer - Seitengebäude: Porphyrgewände, Obergeschoss Fachwerk, Lastenaufzug Schiefer, Giebel mit Methauer Schiefer dekorativ verkleidet, Dach Schiefer | 08955522 |
| Direkt Bild zu diesem Denkmal hochladen | Nördliches Seitengebäude eines ehemaligen Dreiseithofes                                                                                     | Zettlitzer Hauptstraße 7 (Karte)             | 1. Hälfte 19. Jahrhundert                                                                                        | Gebäude in Fachwerkkonstruktion, mit großer Tordurchfahrt, heimatgeschichtlicher Wert und baugeschichtlich von Bedeutung. - nördliches Seitengebäude mit Tordurchfahrt: 1/3 massiv, 2/3 Erdgeschoss massiv mit Porphyrgewänden, Obergeschoss Fachwerk, Krüppelwalmdach mit Dachhecht, Flurstück Nummer 31/5, teilsaniert - Wohnstallhaus (Abbruch 2003): schmaler, leicht verformter Baukörper, Porphyrgewände, Obergeschoss teils kräftiges Fachwerk mit ehemaligen Holzverbindungen der Kopfbänder, ein Teil jüngeres, gewöhnliches Fachwerk, Frackdach, Fenstergewände aus Holz, Dachstuhl in Schwarzbach (1586 Dendro), Flurstück Nummer 31/4 - östliches Seitengebäude (Abbruch 2012/2013): Erdgeschoss massiv, teils Ziegel, teils Schiefer, Porphyrgewände, Obergeschoss Fachwerk, verkleidet, Krüppelwalm, baufällig, Flurstück Nummer 31/3, unsaniert | 08955523 |
| Direkt Bild zu diesem Denkmal hochladen | Häusleranwesen | Zettlitzer Hauptstraße 15 (Karte)            | Um 1800 | Bestandteil der älteren Dorfbebauung, Fachwerkbauweise, bau- und sozialgeschichtlich von Bedeutung. Verkleideter Giebel, dort auch im Erdgeschoss Fachwerk (?), sonst Obergeschoss Fachwerk, straßenseitiger Giebel verschiefert, Frackdach, Porphyrgewände. | 08955538 |

## Ceesewitz
| Bild                                    | Bezeichnung                                               | Lage                        | Datierung                       | Beschreibung | ID       |
| --------------------------------------- | --------------------------------------------------------- | --------------------------- | ------------------------------- | --- | -------- |
| Direkt Bild zu diesem Denkmal hochladen | Wohnstallhaus                                             | Stöbniger Straße 5 (Karte)  | Um 1800                         | Obergeschoss und Giebel Fachwerk verschiefert, Bestandteil der Ortsstruktur, baugeschichtlich von Bedeutung. Porphyrgewände, Frackdach. | 08955518 |
| Direkt Bild zu diesem Denkmal hochladen | Wohnstallhaus eines Vierseithofes und Einfriedungspfeiler | Stöbniger Straße 6 (Karte)  | Bezeichnet mit 1865 am Türsturz | Obergeschoss Fachwerk, landschaftstypisch, heimat- und baugeschichtlich von Bedeutung. Porphyrgewände, profilierter Türsturz, Giebel silbriger Schiefer, Backhaus, Lastenaufzug, zwei Dachhechte, Einfriedung Porphyrpfeiler, ursprünglich falsch erfasst unter Nummer 4.                                                                                  | 08955517 |
| Direkt Bild zu diesem Denkmal hochladen | Nördliches Wohnstallhaus eines Dreiseithofes              | Stöbniger Straße 23 (Karte) | 2. Hälfte 18. Jahrhundert       | Obergeschoss Fachwerk mit besonderer Konstruktionsart, baugeschichtlich von Bedeutung. Erdgeschoss Schiefermauerwerk mit Porphyrgewänden, Obergeschoss Fachwerk mit sehr kräftiger, zum Teil profilierter Schwelle, sichtbar die ehemalige Holzverbindung der Ständer (Blattsassen), strebenreiches, kraftvolles Fachwerk, Giebel Schiefer, Dachüberstand. | 08955519 |

## Hermsdorf
| Bild                                    | Bezeichnung | Lage                                         | Datierung | Beschreibung | ID       |
| --------------------------------------- | --- | -------------------------------------------- | --- | --- | -------- |
| Direkt Bild zu diesem Denkmal hochladen | Östliches Wohnstallhaus und westliches Seitengebäude eines ehemaligen Vierseithofes                                         | Colditzer Straße 4 (Karte)                   | 1. Hälfte 19. Jahrhundert (Wohnstallhaus); bezeichnet mit 186* am Türsturz (Seitengebäude)                                | Wohnstallhaus Obergeschoss Fachwerk verkleidet, Seitengebäude Obergeschoss Fachwerk verkleidet, kaum Veränderungen in der Bausubstanz, bau- und wirtschaftsgeschichtlich von Bedeutung. - Wohnstallhaus: mit Porphyrgewänden, profilierter Türsturz - Seitengebäude: ebenfalls Porphyrgewände | 08955502 |
| Direkt Bild zu diesem Denkmal hochladen | Wohnstallhaus | Geringswalder Straße 11 (Karte)              | 2. Hälfte 19. Jahrhundert                                                                                                 | Obergeschoss Fachwerk verbrettert, baugeschichtlich von Bedeutung. Landschaftstypisch, zwei Geschosse, kleiner Keller mit Bruchsteintonne, Erdgeschoss massiv, Fenster teilweise vergrößert, ein Fenster und Haustür mit Porphyrtuffrahmung, originale Fenstergrößen, ein Giebel Lehmfachwerk, ein Giebel ruinös, Dachstuhl mit Holznägeln, Kehlbalkendach mit einfach stehendem Stuhl, eingezapfte Kehlbalken, aufgeblattete Kopfbänder an Stuhlsäulen, Zwischenwände Lehm, originale Türen mit Kastenschlössern und Beschlägen.                                                                                                 | 08955489 |
| Direkt Bild zu diesem Denkmal hochladen | Wohnhaus | Geringswalder Straße 26 (Karte)              | Mitte 19. Jahrhundert | Baugeschichtlich von Bedeutung, in unmittelbarer Kirchnähe bildprägend. Obergeschoss Fachwerk an drei Seiten, ein Giebel verkleidet, einer massiv, im Erdgeschoss liegende Fenster. | 08955493 |
|                                         | Dorfkirche und Kirchhof Hermsdorf (Sachgesamtheit)                                                                          | Geringswalder Straße 42 (Karte)              | 18. Jahrhundert | Sachgesamtheit Dorfkirche und Kirchhof Hermsdorf mit folgenden Einzeldenkmalen: Kirche mit Ausstattung und Denkmal für die Gefallenen des Ersten Weltkrieges (08955491) sowie Kirchhof mit Einfriedung als Sachgesamtheitsteile; ortshistorisch von Bedeutung, Bruchsteinfriedhofsmauer mit zwei Toren | 09299962 |
| Direkt Bild zu diesem Denkmal hochladen | Kirche mit Ausstattung sowie Denkmal für die Gefallenen des Ersten Weltkrieges (Einzeldenkmale der Sachgesamtheit 09299962) | Geringswalder Straße 42 (Karte)              | Bezeichnet mit 1788 | Einzeldenkmale der Sachgesamtheit Dorfkirche und Kirchhof Hermsdorf; barocke Saalkirche mit geradem Chorschluss und Dachreiter, bau- und ortsgeschichtlich von Bedeutung. - Kirche: Kleine barocke Saalkirche mit geradem Chorschluss und Dachreiter. Prägend die Porphyrgewände der Stichbogenfenster und -türen mit Schlusssteinen, profiliertes Kranzgesims, Schieferdeckung, Walmdach. Mit Ladegast-Orgel, deren Erbauer im Ort geboren wurde. Emporensaal mit Kanzelaltar, seitlich verglaste Logen. Bruchsteinfriedhofsmauer mit zwei Toren. - Kriegerdenkmal: Obelisk auf Sockel, mit eisernem Kreuz als Bekrönung, Granit | 08955491 |
| Direkt Bild zu diesem Denkmal hochladen | Südliches Auszugshaus, östliche Scheune und nördliches Seitengebäude eines Vierseithofes sowie Reste der Hofpflasterung     | Ladegaststraße 3 (Karte)                     | 2. Hälfte 19. Jahrhundert                                                                                                 | Auszugshaus Obergeschoss Fachwerk, Seitengebäude mit Fachwerkdrempel, gutes Beispiel wenig veränderter Bausubstanz, bau- und wirtschaftsgeschichtlich von Bedeutung. - Seitengebäude: mit Porphyrgewänden und geradem Türsturz, Obergeschoss und Giebel Fachwerk, Krüppelwalmdach, Dachhecht - Scheune: massiv, Drempel Fachwerk - Stall: massiv mit dreijochiger Kumthalle auf Porphyrsäulen, Porphyrgewände | 08955500 |
|                                         | Gedenktafel für Friedrich Ladegast                                                                                          | Ladegaststraße 4 (Karte)                     | 1997 | Angebracht am Geburtshaus des Orgelbauers Friedrich Ladegast (1818–1905), ortsgeschichtlich von Bedeutung | 08955499 |
| Direkt Bild zu diesem Denkmal hochladen | Wohnstallhaus, Torbogen und westliche Scheune eines Zweiseithofes                                                           | Ladegaststraße 10 (Karte)                    | 1. Hälfte 19. Jahrhundert                                                                                                 | Bau- und wirtschaftsgeschichtlich von Bedeutung. - Wohnstallhaus: typisch sächsisches Bauernhaus, Obergeschoss Fachwerk, Giebel massiv, Porphyrgewände, im Erdgeschoss Bruchsteinmauerwerk - flachbogiger Torbogen: ebenfalls Bruchstein, Schlussstein (Porphyr) mit Pferdemotiv - Scheune: Erdgeschoss massiv, Obergeschoss Fachwerk, Giebel verbrettert, Krüppelwalmdach | 08955498 |
| Direkt Bild zu diesem Denkmal hochladen | Südliches Auszugshaus, östliche Stallscheune und nördliches Seitengebäude (mit Kumthalle) eines Vierseithofes               | Ladegaststraße 15 (Karte)                    | Um 1800 (Wohnstallhaus); um 1850 (Stallscheune und Seitengebäude mit Kumthalle)                                           | Bau- und wirtschaftsgeschichtlich von Bedeutung. - Auszugshaus: mit Obergeschoss Fachwerk, Wohnteil mit strebenreichem Fachwerk und dreifacher Schwelle - Stallscheune: Obergeschoss Fachwerk, Krüppelwalmdach - Pferdestall: mit dreijochiger Kumthalle auf Porphyrsäulen, Obergeschoss und Dachhäuschen Fachwerk | 08955497 |
| Direkt Bild zu diesem Denkmal hochladen | Östliches Wohnstallhaus, nördliches Seitengebäude und zwei Scheunen eines Vierseithofes                                     | Ladegaststraße 21 (Karte)                    | Um 1800 (Wohnstallhaus und Seitengebäude); 1. Hälfte 19. Jahrhundert (Scheune); 2. Hälfte 19. Jahrhundert (große Scheune) | Sehr gute erhaltenes Fachwerk-Ensemble, bau-, sozial- und wirtschaftsgeschichtlich von Bedeutung. - Wohnstallhaus: mit Porphyrgewänden, Obergeschoss Fachwerk, Giebel verkleidet, Krüppelwalmdach, Dachhecht - Stallscheune: ebenfalls mit Porphyrgewänden, Obergeschoss Fachwerk, Mitteldrehflügelfenster, Krüppelwalmdach - gegenüber ältere Fachwerkscheune: mit massivem Giebel, Krüppelwalmdach - zweite große Fachwerkscheune: mit Drempel, Biberschwanzdeckung | 08955495 |
| Direkt Bild zu diesem Denkmal hochladen | Brücke | Mühlental, bei der Rinnmühle (Nr. 3) (Karte) | Um 1850 | Naturstein-Bogenbrücke (Porphyrtuff u. a.), bau- und verkehrsgeschichtlich von Bedeutung | 08970830 |

### Ehemaliges Denkmal (Hermsdorf)
| Bild                                    | Bezeichnung | Lage                            | Datierung   | Beschreibung | ID       |
| --------------------------------------- | ----------- | ------------------------------- | ----------- | --- | -------- |
| Direkt Bild zu diesem Denkmal hochladen | Häuslerhaus | Geringswalder Straße 21 (Karte) | 1675 Dendro | Obergeschoss Fachwerk mit selten werdender und sehr alter Konstruktionsart, von großer baugeschichtlicher und hausgeschichtlicher Bedeutung. Obergeschoss Fachwerk mit Kopfbändern, Thüringer Leitermotiv, Aufschiebling, ein Giebel verkleidet, Schiffskehlchen, an der Schwelle ehemalige Holzverbindung sichtbar. Zwischen 2009 und 2016 abgerissen. | 08955494 |

## Kralapp
| Bild                                    | Bezeichnung                                                                        | Lage                  | Datierung                 | Beschreibung | ID       |
| --------------------------------------- | ---------------------------------------------------------------------------------- | --------------------- | ------------------------- | --- | -------- |
| Direkt Bild zu diesem Denkmal hochladen | Sachgesamtheitsbestandteil der Sachgesamtheit Muldentalbahn, Teilabschnitt Kralapp | Talstraße (Karte)     | 1875                      | Sachgesamtheitsbestandteil der Sachgesamtheit Muldentalbahn, Teilabschnitt Zettlitz, Ortsteil Kralapp mit dem Einzeldenkmal: Durchlass Bahnwärterhaus (09306157) sowie den Sachgesamtheitsteilen: Eisenbahnbrücke und Eisenbahnbrücke über den Lochmühlenbach, Bahnkörper, Kilometrierung, Signalanlagen (siehe auch Glauchau, 09306181); Sachgesamtheit mit allen Bahnanlagen, darunter Gleisanlagen mit Unter- und Oberbau, Streckenkilometrierung, Fernmelde- und Signalanlagen, Bahnstationen einschließlich aller Funktionsbauten, Wärterhäuschen, Brücken und Durchlässen in den Gemeinden Glauchau (Ortsteile Glauchau, Kleinbernsdorf, Reinholdshain, Niederlungwitz), Limbach-Oberfrohna (Ortsteile Wolkenburg-Kaufungen, Herrndorf, Uhlsdorf), Remse (Ortsteil Remse), Waldenburg (Ortsteile Niederwinkel, Oberwinkel, Waldenburg), Lunzenau (Ortsteile Lunzenau, Berthelsdorf, Cossen, Rochsburg, Göritzhain), Penig (Ortsteile Markersdorf, Penig, Amerika, Arnsdorf, Thierbach, Zinnberg), Rochlitz (Ortsteile Penna, Rochlitz; Zaßnitz), Seelitz (Ortsteile Fischheim, Seelitz, Biesern, Steudten), Colditz (Ortsteile Colditz, Lastau, Möseln, Sermuth, Zschetzsch), Grimma (Ortsteile Großbothen), für die Industrieentwicklung des Muldentals wichtige und landschaftsbildende prägende Normalspurbahn, wirtschaftsgeschichtlich, eisenbahngeschichtlich, landschaftsgestaltend sowie regionalgeschichtlich von Bedeutung. Eisenbahnbrücke: Stützmauern Polygonalmauerwerk, Stützmauern und Auflager erneuert (Beton), Geländer Durchfahrt des Wirtschaftsweges mit originaler Pflasterung (kein Denkmal). | 09306158 |
| Direkt Bild zu diesem Denkmal hochladen | Nördliches Wohnstallhaus eines ehemaligen Vierseithofes                            | Talstraße 3 (Karte)   | 1. Hälfte 18. Jahrhundert | Obergeschoss Fachwerk, selten werdende Konstruktionsart, singulär im Ort, bau- und hausgeschichtlich von Bedeutung. Obergeschoss Fachwerk mit Kopfbändern und Wilder-Mann-Figur, profilierter Schwelle, Dachüberstand. Scheune (2013 Abbruch festgestellt): ebenfalls mit gekreuzten Streben, Krempziegel und Schiefer, wissenschaftlich-dokumentarischer Wert. | 08955520 |
| Direkt Bild zu diesem Denkmal hochladen | Südöstliches Seitengebäude eines Dreiseithofes                                     | Talstraße 12 (Karte)  | 2. Hälfte 18. Jahrhundert | Fachwerk über beide Geschosse, bau- und wirtschaftsgeschichtlich von Bedeutung. Fachwerk-Konstruktion mit großen Feldern, Kopfbändern, schmaler, hoher Baukörper, Porphyrgewände. | 08955521 |
| Direkt Bild zu diesem Denkmal hochladen | Bahnwärterhaus mit Nebengebäude (Einzeldenkmale der Sachgesamtheit 09306158)       | Talstraße 18a (Karte) | 1875                      | Einzeldenkmale in der Sachgesamtheit Muldentalbahn; am Bahnkilometer 43,4 der Bahnstrecke Glauchau–Wurzen (Muldentalbahn), weitestgehend original erhalten, signifikant für alle im Wesentlichen einheitlich gebauten Bahnwärterhäuser der Muldentalbahn sowie der sächsischen Staatsbahn, eisenbahn- und verkehrsgeschichtlich von Bedeutung. Eingeschossiges Bahnwärterhaus mit Drempel, giebelständig, Putz erneuert, Satteldach mit Preoliteindeckung, Erhaltungszustand befriedigend. Nebengebäude eingeschossig, Putzbau Eisenbahndamm, breit angelegt und stark abfallend. | 09306157 |

## Methau
| Bild                                    | Bezeichnung | Lage                                 | Datierung | Beschreibung | ID       |
| --------------------------------------- | --- | ------------------------------------ | --- | --- | -------- |
| Direkt Bild zu diesem Denkmal hochladen | Wohnhaus | Straße der Jugend 30 (Karte)         | 1. Hälfte 19. Jahrhundert                                                                                               | Obergeschoss und Giebel Fachwerk, rundum verkleidet, baugeschichtlich von Bedeutung, heimatgeschichtlicher Wert. Erdgeschoss profilierte Porphyrgewände, Krüppelwalm- und Frackdach. | 08955505 |
| Direkt Bild zu diesem Denkmal hochladen | Wohnstallhaus | Straße der Jugend 32 (Karte)         | Bezeichnet mit 1877? am Türsturz                                                                                        | Obergeschoss Fachwerk, rundum verkleidet, baugeschichtlich von Bedeutung, heimatgeschichtlicher Wert. Im Erdgeschoss profilierte Porphyrgewände, gerader, profilierter Türsturz, Krüppelwalmdach. | 08955504 |
| Direkt Bild zu diesem Denkmal hochladen | Nördliches Wohnstallhaus, östliches Torhaus mit ehemaligem Pferdestall, südliches Seitengebäude und westliche Scheune eines geschlossenen Vierseithofes | Straße der Jugend 37 (Karte)         | Bezeichnet mit 1835 am Schlussstein (Seitengebäude und Torhaus); bezeichnet mit 1839 (Wohnstallhaus)                    | Bemerkenswerter, gut erhaltener Bauernhof, alle Gebäude mit Fachwerk im Obergeschoss und Krüppelwalmdach, bau-, wirtschafts- und sozialgeschichtlich von Bedeutung. - Wohnstallhaus mit Porphyrgewänden, Stichbogenportale mit Viertelstab und Schlussstein, Obergeschoss Fachwerk, im Wohn- und Stallteil Kreuzgratgewölbe, Giebel Schiefer - Stallscheune ebenso, Obergeschoss Fachwerk, Dachhecht - Scheune Fachwerk mit Drempel, zwei Dachhechte - Pferdestall mit Durchfahrt, Obergeschoss Fachwerk, daran angebaut kleines Gebäude mit Fachwerk-Drempel, Kopfbänder | 08955503 |
| Direkt Bild zu diesem Denkmal hochladen | Westliches Seitengebäude mit Tordurchfahrt, nördliches Seitengebäude mit Kumthalle und östliche Scheune eines Vierseithofes                             | Straße der Jugend 43 (Karte)         | Um 1800 (Seitengebäude); 2. Hälfte 19. Jahrhundert (Seitengebäude und Scheune)                                          | Stattliche Hofanlage, bau-, wirtschafts- und sozialgeschichtlich von Bedeutung. - Seitengebäude mit Tordurchfahrt: Obergeschoss Fachwerk, Giebel Schiefer, hölzernes Stichbogenportal mit Schlussstein, Mitteldrehflügelfenster, hölzerner Aufgang - Stallscheune: mit dreijochiger Kumthalle, Obergeschoss Fachwerk, verputzt, zwei Dachhäuschen, eines mit Glockenturm und Uhr, böhmisch verbretterte Tore - Scheune: massiv, Drempel Fachwerk, verputzt | 08955507 |
| Direkt Bild zu diesem Denkmal hochladen | Nördliches Wohnstallhaus und südliche Scheune eines Dreiseithofes                                                                                       | Straße der Jugend 70 (Karte)         | Bezeichnet mit 1827 am Schlussstein (Wohnstallhaus); 2. Hälfte 19. Jahrhundert (Scheune)                                | Landschaftstypische Hofanlage, bau-, wirtschafts- und sozialgeschichtlich von Bedeutung. - Wohnstallhaus: mit profilierten Porphyrgewänden, Stichbogenportal mit Schlussstein, Obergeschoss Fachwerk, verputzt - Scheune: Fachwerk, aufgebrettert | 08955508 |
| Direkt Bild zu diesem Denkmal hochladen | Westliches Wohnstallhaus (Nr. 73), nördliches Wohnstallhaus (Nr. 72) und östliches Seitengebäude (Nr. 71) eines Dreiseithofes                           | Straße der Jugend 71, 72, 73 (Karte) | 2. Hälfte 18. Jahrhundert (Wohnstallhaus); 1. Hälfte 19. Jahrhundert (Stallscheune); Mitte 19. Jahrhundert (Bauernhaus) | Alle Gebäude mit Fachwerk im Obergeschoss, gutes Beispiel für die Holzbauweise, bau-, wirtschafts- und sozialgeschichtlich von Bedeutung. - Nummer 64 (?): älteres stattliches Wohnstallhaus mit profilierten Porphyrgewänden, strebenreiches Fachwerk mit kräftiger Schwelle, Dachüberstand, Giebel verkleidet - Nummer 66 (?): weiteres Wohnstallhaus, Erdgeschoss Porphyrgewände, Obergeschoss einfaches Fachwerk - Nummer 65 (?): Stallscheune, noch zwei Porphyrgewände, Obergeschoss Fachwerk, Mitteldrehflügelfenster                                              | 08955509 |

## Rüx
| Bild                                    | Bezeichnung | Lage                | Datierung                                                                                         | Beschreibung | ID       |
| --------------------------------------- | --- | ------------------- | ------------------------------------------------------------------------------------------------- | --- | -------- |
| Direkt Bild zu diesem Denkmal hochladen | Südliches Seitengebäude und westliche Durchfahrtsscheune eines Vierseithofes sowie Hofpflasterung                                       | Am Teich 4 (Karte)  | Bezeichnet mit 1838 am Türsturz                                                                   | Seitengebäude Obergeschoss Fachwerk, Durchfahrtsscheune Obergeschoss Fachwerk verputzt, bedeutend für die Ortsstruktur, bau-, sozial- und wirtschaftsgeschichtlich von Bedeutung. - Stallscheune: Porphyrgewände, gerade, profilierte Türstürze, Obergeschoss verputztes Fachwerk - Durchfahrtsscheune: Obergeschoss Fachwerk, verputzt, Tor böhmisch verbrettert, mit Hofpflasterung | 08955512 |
| Direkt Bild zu diesem Denkmal hochladen | Westliches Seitengebäude mit Tordurchfahrt und Torbogen, südliches Seitengebäude mit Kumthalle und östliche Scheune eines Vierseithofes | Am Teich 6 (Karte)  | Bezeichnet mit 1869 (Seitengebäude); 2. Hälfte 19. Jahrhundert (Seitengebäude und Scheune)        | Stattliche Hofanlage, bau-, sozial- und wirtschaftsgeschichtlich von Bedeutung, wichtiger Bestandteil des Ortsbildes. Alle Gebäude massiv mit Porphyrgewänden, Satteldach, Stallscheune mit vierjochiger Kumthalle auf Porphyrsäulen und geradem, profiliertem Türsturz, dort mit Inschrift „Goldammer 1869“. Zwischen Stallscheune und Torhaus Torbogen. | 08955511 |
| Direkt Bild zu diesem Denkmal hochladen | Wohnstallhaus und Scheune eines Hakenhofes                                                                                              | Am Teich 8 (Karte)  | Mitte 19. Jahrhundert                                                                             | Obergeschoss und Giebel Fachwerk, kleine Scheune ebenfalls Holzarchitektur, baugeschichtlich und wirtschaftsgeschichtlich von Bedeutung, landschaftstypische Bauweise | 08955530 |
| Direkt Bild zu diesem Denkmal hochladen | Nordöstliches Wohnstallhaus und westliche Scheune eines Vierseithofes                                                                   | Am Teich 11 (Karte) | Bezeichnet mit 1840 am Türstock (Wohnstallhaus); bezeichnet mit 1945 an der Wetterfahne (Scheune) | Wohnstallhaus Obergeschoss Fachwerk, Durchfahrtsscheune massiv, bau- und wirtschaftsgeschichtlich von Bedeutung. Krüppelwalmdach, Dachhecht, Heuaufzug, im Erdgeschoss Porphyrgewände, Durchfahrtsscheune mit zwei großen Toren, Drempelfenster mit Porphyrgewänden. | 08955513 |
| Direkt Bild zu diesem Denkmal hochladen | Südliches Seitengebäude eines Dreiseithofes                                                                                             | Am Teich 12 (Karte) | 1. Hälfte 18. Jahrhundert                                                                         | Obergeschoss Fachwerk, selten werdende Konstruktionsart, ältestes Haus im Ort, bau- und sozialgeschichtlich von Bedeutung. Stichbogenportal (Porphyr) mit Schlussstein, Obergeschoss Fachwerk aus zwei Bauphasen: ein Teil mit Kopfband und kurzen Streben, der andere Teil geläufige Konstruktion, Dachüberstand. | 08955514 |
| Direkt Bild zu diesem Denkmal hochladen | Wohnhaus | Am Teich 13 (Karte) | 2. Hälfte 19. Jahrhundert                                                                         | Im Ortszentrum gelegenes Wohnhaus, unverzichtbar für das Dorfbild, baugeschichtlich von Bedeutung. Wohnhaus mit Schlepp- und Krüppelwalmdach, Obergeschoss mindestens zwei Seiten Fachwerk, Giebeldreieck verbrettert. | 08955516 |
| Direkt Bild zu diesem Denkmal hochladen | Südliches Torhaus, westliches Seitengebäude mit Anbau und nördliche Scheune eines Vierseithofes                                         | Am Teich 18 (Karte) | Bezeichnet mit 1827 (Stallscheune); um 1827 (Torhaus); Ende 19. Jahrhundert (Scheune)             | Alle Gebäude Obergeschoss Fachwerk, wichtiger Bestandteil der Ortsstruktur, bau-, sozial- und wirtschaftsgeschichtlich von Bedeutung, ortsbildprägend. - Torhaus: Obergeschoss Fachwerk, Porphyrgewände, profilierter Türsturz und originale Tür, straßenseitig am Tor Schlussstein mit pflügendem Bauern - Stallscheune: mit Stichbogenportalen, Schlussstein, Mauern aus Hilmsdorfer Schiefer, Obergeschoss Fachwerk - Scheune: mit tonnengewölbtem Stall, Drempel, Fachwerk, Krüppelwalmdach mit Dachhecht | 08955515 |

## Tabellenlegende
- Bild: Bild des Kulturdenkmals, ggf. zusätzlich mit einem Link zu weiteren Fotos des Kulturdenkmals im Medienarchiv Wikimedia Commons. Wenn man auf das Kamerasymbol klickt, können Fotos zu Kulturdenkmalen aus dieser Liste hochgeladen werden:
- Bezeichnung: Denkmalgeschützte Objekte und ggf. Bauwerksname des Kulturdenkmals
- Lage: Straßenname und Hausnummer oder Flurstücknummer des Kulturdenkmals. Die Grundsortierung der Liste erfolgt nach dieser Adresse. Der Link (Karte) führt zu verschiedenen Kartendiensten mit der Position des Kulturdenkmals. Fehlt dieser Link, wurden die Koordinaten noch nicht eingetragen. Sind diese bekannt, können sie über ein Tool mit einer Kartenansicht einfach nachgetragen werden. In dieser Kartenansicht sind Kulturdenkmale ohne Koordinaten mit einem roten bzw. orangen Marker dargestellt und können durch Verschieben auf die richtige Position in der Karte mit Koordinaten versehen werden. Kulturdenkmale ohne Bild sind an einem blauen bzw. roten Marker erkennbar.
- Datierung: Baubeginn, Fertigstellung, Datum der Erstnennung oder grobe zeitliche Einordnung entsprechend des Eintrags in der sächsischen Denkmaldatenbank
- Beschreibung: Kurzcharakteristik des Kulturdenkmals entsprechend des Eintrags in der sächsischen Denkmaldatenbank, ggf. ergänzt durch die dort nur selten veröffentlichten Erfassungstexte oder zusätzliche Informationen
- ID: Vom Landesamt für Denkmalpflege Sachsen vergebene, das Kulturdenkmal eindeutig identifizierende Objekt-Nummer. Der Link führt zum PDF-Denkmaldokument des Landesamtes für Denkmalpflege Sachsen. Bei ehemaligen Kulturdenkmalen können die Objektnummern unbekannt sein und deshalb fehlen bzw. die Links von aus der Datenbank entfernten Objektnummern ins Leere führen. Ein ggf. vorhandenes Icon  führt zu den Angaben des Kulturdenkmals bei Wikidata.